# 崔精
崔精（チェ・ジョン、최정、1996年10月7日 - ）は、韓国の囲碁棋士。韓国棋院所属、劉昌赫九段門下、九段。女流名人戦5連覇、穹窿山兵聖杯世界女子囲碁選手権優勝4回、三星火災杯世界囲碁マスターズ準優勝など。

## 経歴
2010年、13歳で入段。
2011年GGオークション杯女流対シニア連勝対抗戦で8人抜き。同年女流棋聖戦で芮廼偉に敗れ準優勝。2012年女流名人戦決勝で金美里に勝って優勝、GGオークション杯最終戦で曺薫鉉を破って女流チーム勝利を決定、BCカード杯世界囲碁選手権出場、二段。2013年女流名人戦決勝で朴志娟に勝って2連覇、三段昇段。
2012年スポーツアコードワールドマインドゲームズ女子個人戦で銅メダル、男女ペア戦で金メダル獲得。2013年黄龍士双登杯世界女子囲棋勝抜戦で3人抜きして韓国優勝とする。同年女流棋聖戦優勝、四段。2014年穹窿山兵聖杯世界女子囲碁選手権で優勝。2015年六段。
2016年七段、LG杯世界棋王戦でベスト16進出。2016年韓国プロ棋士賞金ランキングで9位になり（1億5200万ウォン）、2015年に初めて1億を超えてから3年連続1億ウォンを超えた。2017年穹窿山兵聖杯2度目の優勝し、これにより九段昇段。2018年韓国竜星戦ベスト8、穹窿山兵聖杯3度目の優勝、九段。2019年真貯蓄銀行杯プロ・アマオープン戦ベスト4、仲邑菫新初段との記念対局に出場。2020、21年マキシムコーヒー杯ベスト8。2021年、牛膝鳳爪杯韓国棋院選手権戦リーグ出場。2022年に三星火災杯世界囲碁マスターズで女流棋士で史上初の男女混合国際棋戦で決勝進出、決勝三番勝負で申眞諝に0-2で敗れ準優勝。2023年にGSカルテックス杯準優勝。
韓国囲碁リーグで2012年から楽スターリーグに出場、2014年は本戦リーグ出場。韓国女子囲碁リーグではソウル富久チームなどで出場。韓国囲碁棋士ランキングでは2016年58位、2021年29位、22年17位、23年2月に13位。2015年から中国女子団体戦にも出場。

### タイトル歴
国際棋戦
- 穹窿山兵聖杯世界女子囲碁選手権 2014、2017、2018、2019年
- 明月山杯中日韓三国四地女子囲棋争覇戦 2017年
- 呉清源杯世界女子囲碁選手権 2019年、2021年、2023年
- SENKO CUPワールド碁女流最強戦 2023・24年

国内棋戦
- 女流名人戦 2012-16年
- 女流棋聖戦 2013年
- プロ女流国手戦 2017-20、2022-23年
- 海成女流棋聖戦 2018-20、2022年, 2024
- IBK企業銀行杯女子囲碁マスターズ 2021、2023年
- 湖畔杯女子最高棋士決定戦・Dr.G 女子最高棋士決定戦 2022年、2023年(第2回)、2023年(第3回)

### 他の棋歴
国際棋戦
- 三星火災杯世界囲碁マスターズ 2022年準優勝
- LG杯世界棋王戦 2016年ベスト16（○范蘊若、×彭立尭）、2019年ベスト16
- BCカード杯世界囲碁選手権 ベスト64 2012年（×胡耀宇、×范廷鈺）
- IMSAエリートマインドゲームズ
  - 2016年女子個人戦準優勝、男女ペア戦優勝（朴廷桓とペア）
  - 2017年女子団体戦優勝、男女ペア戦優勝（申眞諝とペア）
  - 2019年男女ペア戦優勝（申眞諝とペア）、女子団体戦優勝
- 穹窿山兵聖杯世界女子囲碁選手権 2015年ベスト4
- 呉清源杯世界女子囲碁選手権 準優勝 2018年
- 黄龍士双登杯世界女子囲棋勝抜戦
  - 2012年 0-1（×吉田美香）
  - 2013年 3-0（○於之瑩、○李赫、○王晨星）
  - 2014年 0-1（×於之瑩）
  - 2015年 3-0（○宋容慧、○曹又尹、於之瑩）
  - 2016年 0-1（×於之瑩）
  - 2017年（出番なし）
  - 2018年 3-1（○藤沢里菜、○芮廼偉、○王晨星、×於之瑩）
  - 2019年 2-0（○陸敏全、○於之瑩）
- スポーツアコードワールドマインドゲームズ
  - 2012年女子個人戦3位、男女ペア戦優勝（崔哲瀚とペア）
  - 2014年男女ペア戦準優勝（羅玄とペア）
- アジアインドア・マーシャルアーツゲームズ 2013年女子団体戦銀メダル、男女ペア戦銀メダル（羅玄とペア）
- おかげ杯国際新鋭対抗戦 2015年団体戦優勝、2017年団体戦優勝、2018年団体戦優勝 2019年団体戦優勝
- 同里杯中韓新鋭対抗戦 2015年 1-2（×廖元赫、×趙晨宇、○於之瑩）
- 中日韓三国囲碁名人ペア戦 準優勝 2013年（劉昌赫とペア）
- 日中韓ペア碁名人選手権 2013年準優勝（劉昌赫とペア）、2017年優勝（趙漢乗とペア）
- 世界ペア碁最強位決定戦
  - 2016年第3位（朴廷桓とペア）
  - 2017年挑戦者（朴廷桓とペア）
  - 2018年優勝（朴廷桓とペア）
  - 2019年優勝（朴廷桓とペア）
- 華頂茶業杯・天台山農商銀行杯世界女流囲碁団体戦
  - 2014年 2-1（×於之瑩、○青木喜久代、○張正平）
  - 2015年 3-0（○黒嘉嘉、○於之瑩、○藤沢里菜）
  - 2016年 2-1（○黒嘉嘉、×於之瑩、○青木喜久代）
  - 2017年 3-0（○黒嘉嘉、○藤沢里菜、○於之瑩）
  - 2018年 2-1（×於之瑩、○謝依旻、○黒嘉嘉）
  - 2019年 3-0（○於之瑩、黒嘉嘉、藤沢里菜）
- 農心辛ラーメン杯韓中クラシックスーパーマッチ 2022年 3-0（○劉小光、○於之瑩、○常昊）
- 湖盤杯ソウル新聞世界女子囲碁覇王戦 2022年 0-1（×上野愛咲美）
- アジア競技大会 2023年女子団体戦準優勝

国内棋戦、その他
- GSカルテックス杯プロ棋戦 2023年準優勝
- 牛膝鳳爪韓国棋院選手権戦 2022年12位
- 女流棋聖戦 準優勝 2011年、2021年、2023年
- プロ女流国手戦 準優勝 2021年
- SG杯ペア碁最強戦 優勝 2015年（朴承華とペア）、2016年（朴承華とペア）
- GGオークション杯女流対シニア連勝対抗戦
  - 2010年 0-1（×車敏洙）
  - 2011年 8-1（○徐能旭、○金鍾秀、○張秀英、○車敏洙、○金東勉、○金東燁、○徐奉洙、○呉圭喆、×安官旭）
  - 2012年 1-0（○曺薫鉉）
  - 2013年 4-1（○徐奉洙、○梁相国、○朴映澯、○金日煥、×曺薫鉉）
  - 2016年 4-1（○徐能旭、○李洪烈、○羅鍾勲、○金燦祐、×李相勲）
  - 2019年 1-1（○金明完、×崔明勲）
  - 2021年 1-0（○李昌鎬）
  - 2022年 0-1（×趙漢乗）
  - 2023年 3-1（○白大鉉、○崔明勲、○李昌鎬、×趙漢乗）
- 韓国囲碁リーグ
  - 2012年楽スターリーグ（Kixx）8-10
  - 2013年楽スターリーグ（ポスコケムテク）9-5
  - 2014年（CJ E&M）0-1、楽スターリーグ 5-9
  - 2016年（BGFリテールCU）4-7
  - 2017年（BGFリテールCU）2-5
  - 2019-20年（セルトリオン）8-7、ポストシーズン2-4
  - 2020-21年（Com2uS Tygem）6-8
  - 2021-22年（Com2uS Tygem）6-8
  - 2021-22年（Com2uS Tygem）9-6
  - 2022-23年（蔚山高麗亜鉛）8-11
- コロナ19克服祈願KB国民銀行囲碁リーグオールスター連勝戦 0-1 （×尹畯相）
- 韓国女子囲碁リーグ
  - 2015年（ソウル富光タクス）8-4
  - 2016年（ソウル富光タクス）12-2、ポストシーズン 2-0
  - 2017年（ソウル富光薬品）12-2（同率最多勝）、ポストシーズン 4-0
  - 2018年（忠南SGゴルフ）14-2（最多勝）、ポストシーズン3-0、優勝
  - 2019年（ソウルサイバーORO）10-0、ポストシーズン1-0
  - 2020年（保寧マッド）13-1（MVP、最多賞）、ポストシーズン2-0、優勝
  - 2021年（保寧マッド）14-0（MVP、最多賞）、ポストシーズン5-0
  - 2022年（保寧マッド）12-2
  - 2023年（保寧マッド）10-2
- 大方建設杯シニアvs女子囲碁リーグチャンピオンカップ
  - 2019年（忠南SGゴルフ） 2-0（2-0 趙治勲）
  - 2021年（保寧マッド） 3-0（○金秀壮、○朴映璨、○金秀壮）
- ニュースピムGAM杯女子囲碁最強戦 2022年 2-0（○金彩瑛、○呉侑珍）
- ハナ銀行MZ囲碁スーパーマッチ 2022年 0-1（×宋知勲）
- 中国全国囲棋選手権戦女子団体戦
  - 2015年乙級（浙江非奥）
  - 2016年（河北新奥）6-1
  - 2017年（河北新奥）7-0
  - 2018年（陳西天元棋院）7-0
  - 2019年（浙江体彩）7-0
  - 2020年（杭州智力運動学校）
  - 2021年乙級（長城飯店）

## 注
1. ↑  HANGAME「李世乭,プロ棋士賞金王…1勝あたり1634万ウォン」2017.1.24
2. ↑  日本棋院2019.1.23